# Parti libéral thaïlandais
Pour les autres articles nationaux ou selon les autres juridictions, voir Parti libéral.
Le Parti libéral thaïlandais (officiellement en anglais Thai Liberal Party, abrégé TLP ; en thaï : พรรคเสรีรวมไทย, RTGS : Phak Seri Ruam Thai) est un parti politique thaïlandais, classé du centre au centre droit de l'échiquier politique.
Il est fondé le 29 août 2013 par Paiboon Puangthonglor, mais le premier comité exécutif du parti démissionne le 26 décembre 2013 de façon à pouvoir inviter Seripisut Temiyavet, ancien commissaire général de la Police royale thaïlandaise, à devenir chef du parti.
Le 24 octobre 2018, une première assemblée générale du parti se tient à Nonthaburi, où l'ensemble des participants ont choisi d'élire Seripisut Temiyavet comme chef du parti, ainsi que Watchara na Wangkanai (th) comme secrétaire général du parti.

## Résultats électoraux

### Élections législatives
| Année | Tête de liste       | Voix    | %    | Sièges   | Statut               | Gouvernement |
| ----- | ------------------- | ------- | ---- | -------- | -------------------- | ------------ |
| 2019  | Seripisut Temiyavet | 824 284 | 2,32 | 10 / 500 | Opposition           | Opposition   |
| 2023  | Seripisut Temiyavet | 347 878 | 0,94 | 1 / 500  | Minorité (coalition) | Thavisin     |